# Петър Тошков
Петър Георгиев Тошков е български общественик.

## Биография
Петър Тошков е роден в градчето Гумендже, тогава в Османската империя, днес в Гърция. Завършва с двадесет и четвърти випуск Солунската българска мъжка гимназия през 1910 година. Участва в Първата световна война като запасен административен подпоручик, взводен командир в телеграфна дружина. За отличия и заслуги през третия период на войната е награден с орден „За заслуга“. В 1920 година завършва математика и физика в Софийския университет.
Член е на Македонския научен институт между 1945 и 1947 година.